# Тохо
33°23′50″ пн. ш. 130°52′12″ сх. д. / 33.39722° пн. ш. 130.87000° сх. д.
Тохо (яп. 東峰村) — село в Японії, в префектурі Фукуока.